# Rufino José Cuervo
Rufino José Cuervo Urisarri, né le 19 septembre 1844 à Bogota, mort le 17 juillet 1911 à Paris et enterré au cimetière du Père-Lachaise, est un philologue, humaniste et érudit colombien.

## Biographie

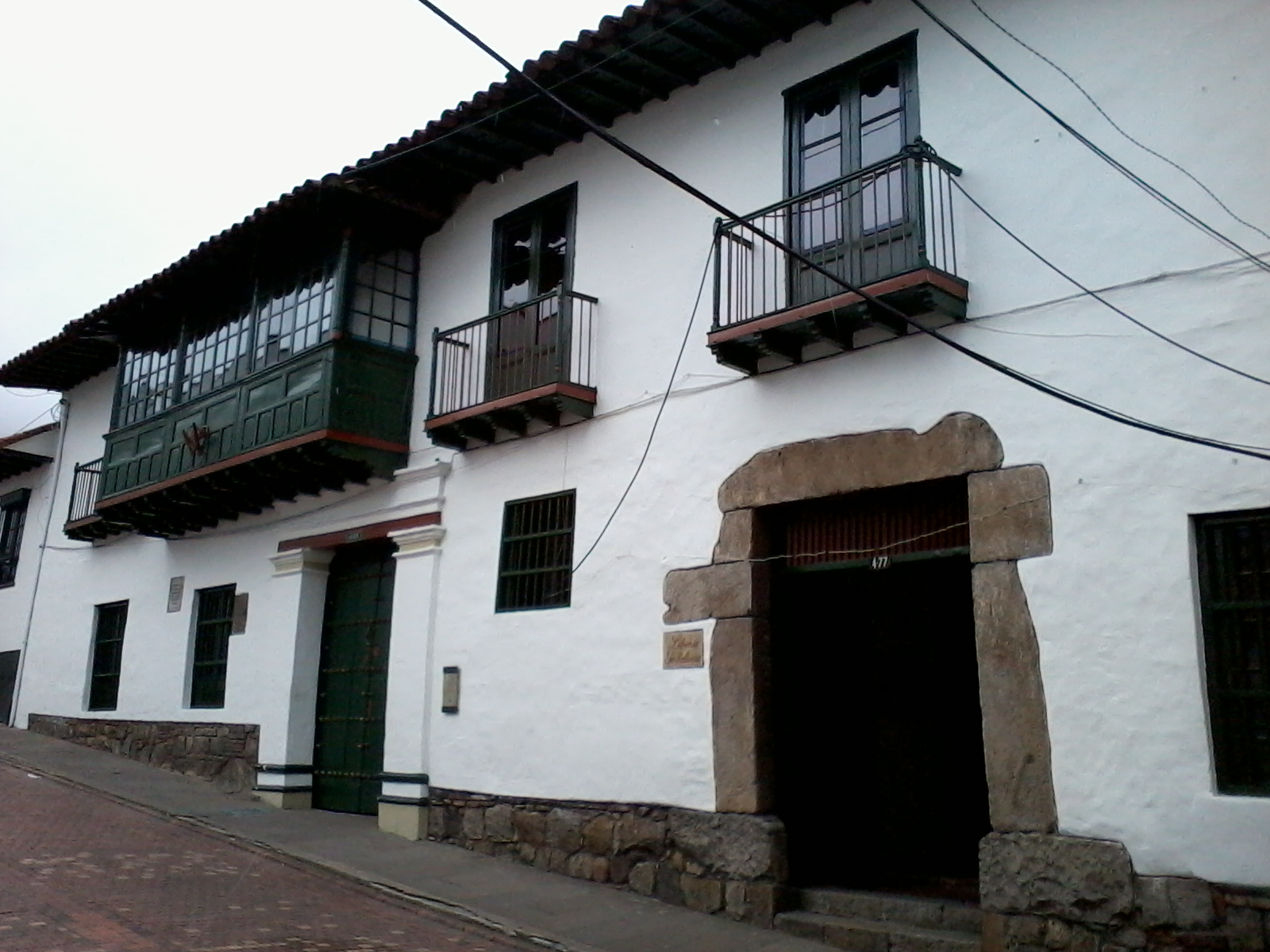
L'institut Caro et Cuervo dans la demeure natale de Rufino José Cuervo, dans le vieux centre historique de Bogota.

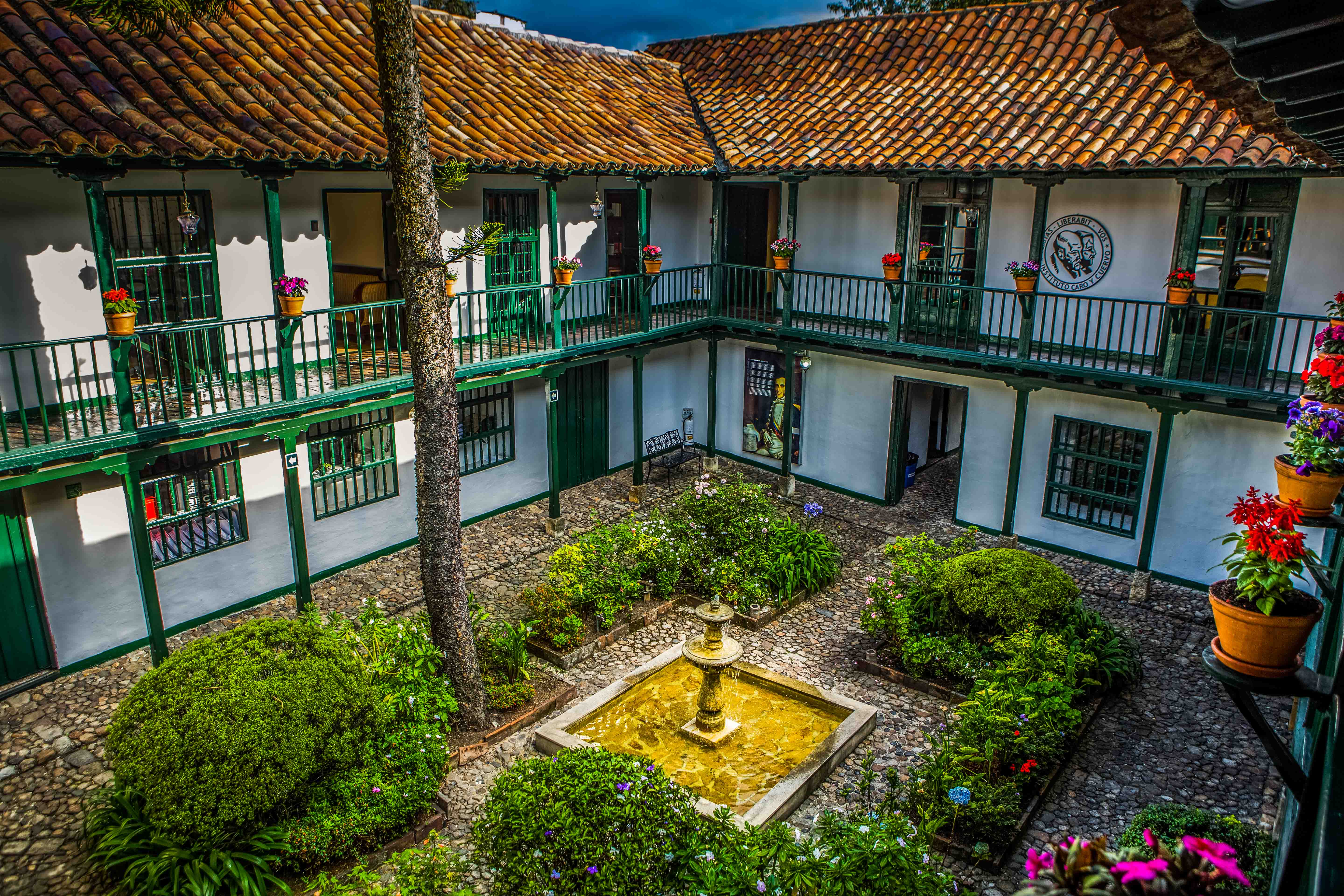
Intérieur de l'institut en novembre 2017.

Rufino José Cuervo rédige un livre consacré aux différents dialectes espagnols parlés à Bogota : Apuntaciones críticas sobre el lenguaje bogotano, qui reste encore aujourd'hui une référence importante dans l'étude de l'espagnol d'Amérique latine.
Il est l'initiateur du Diccionario de construcción y régimen de la lengua castellana, un ouvrage sur la grammaire et la syntaxe de la langue espagnole. Les bases de son travail sont régulièrement mises à jour par l'institut Caro et Cuervo de Bogota, spécialisé en linguistique et philologie, qui porte son nom.
Rufino José Cuervo rédige de nombreux travaux de grammaire historique et de lexicographie publiés dans la Romania et la Revue hispanique (es), fondée en 1899 et aujourd'hui disparue. Dans le Bulletin hispanique paraissent quelques-unes des études extraites de son ouvrage intitulé Algunas antiguallas del habla hispano-americana.
Rufino José Cuervo est l'un des premiers linguistes à promouvoir l'unification de la langue espagnole dans ses différentes variantes. Il s'inquiète des disparités dans l'espagnol parlé. Il compare ce phénomène aux événements similaires qui se produisent à l'époque de l'Empire romain quand le latin est séparé en plusieurs langues romanes indépendantes : comme l'espagnol, le portugais, l'italien et le français.
En 1878, il est admis comme représentant de la Colombie à l'Académie royale espagnole.
En 1882, il s'installe à Paris et y vit jusqu'à sa mort en 1911. Il est enterré dans la 90e division du cimetière du Père-Lachaise.

## Ouvrages publiés
- Gramática de la lenga latina para el uso de los que hablan castellano de Miguel Antonio Caro et Rufino José Cuervo, 1867[2].
- Apuntaciones críticas sobre el lenguaje bogotano de Rufino José Cuervo, 1872[3]. C'est « l'étude approfondie de l'histoire et des destinées de l'idiome espagnol du Nouveau Monde. »[1].
- Diccionario de construcción y régimen de la lengua castellana de Rufino José Cuervo, vol. 1, 1886[4]. Il s'agit d'un inventaire des mots intéressant la syntaxe dans lequel Rufino José Cuervo prend les exemples d'un ouvrage de Rivadeneyra : Biblioteca de autores españoles qui est « l'unique recueil général d'auteurs en langue espagnole » existant au moment où il entreprend ce travail. Mais il interrompt cet ouvrage après la rédaction des deux premiers volumes (éditions de 1886 et 1893) lorsqu'il s'aperçoit, à la Bibliothèque nationale à Paris, que la plupart des textes de Rivadeneyra sont des reproductions d'éditions du XVIIIe siècle « modernisées au petit bonheur [...] »[1].
- Angel Cuervo. Cómo se evapora un ejército. Recuerdos personales de la campaña que concluyó el 18 de julio de 1861 con la toma de Bogotá por los revolucionarios de Rufino José Cuervo, Paris, 1900[5]. Rufino José Cuervo écrit sous ce titre une biographie de son frère, Angel Cuervo.
- Gramática de la lengua castellana destinada al uso de los Americanos d'Andrés Bello et de Rufino José Cuervo, 1905[6], [7]. Rufino José Cuervo révisa la grammaire d'Andrés Bello dès 1874. Il y ajouta de nombreux commentaires et notes[1].
- Algunas antiguallas del habla hispano-americana de Rufino José Cuervo, 1909[8], ouvrage de grammaire historique et de lexicographie.
- El castellano en America de Rufino José Cuervo et Rodolfo María Ragucci, édition de 1947[9].
- Disquisiciones sobre filología castellana de Rufino José Cuervo, édition de 1950[10].
- Obras de Rufino José Cuervo, édition de 1987[11].

### Correspondances
- Epistolario de Rufino José Cuervo y Emilio Teza de Rufino José Cuervo, Emilio Teza et Ana Hauser, édition de 1965[12].
- Epistolario de Rufino José Cuervo y Hugo Schuchardt, édition de 1965[13].
- Epistolario de Ángel y Rufino José Cuervo con Rafael Pombo, édition de 1974[14].
- Epistolario de Rufino José Cuervo y Raymond Foulché-Delbosc, édition de 1977[15].
- Epistolario de Rufino José Cuervo, Alfred Morel-Fatio, Gastón Bruno Paulin París y otros hispanitas de lengua francesa, édition de 1987[16].
- Epistolario de Rufino José Cuervo con corresponsales espanoles, édition de 1989[17].

Dans les publications de l'Institut Caro et Cuervo relatives aux archives épistolaires colombiennes se trouvent les correspondances de Rufino José Cuervo avec les philologues d'Allemagne, d'Autriche et de Suisse.